# Семибратов, Генрих Гаврилович
Генрих Гаврилович Семибратов — советский хозяйственный и политический деятель.

## Биография
Родился в 1934 году. Член КПСС.
Окончил Ленинградский военно-механический институт, АОН при ЦК КПСС.
В 1975—1980 гг. — первый секретарь Ждановского районного комитета КПСС города Ленинграда.
Делегат XXV съезда КПСС.
В 1980—1982 гг. — заместитель председателя Ленинградского областного Совета депутатов трудящихся.
В 1982—1988 гг. — директор Всесоюзного научно-исследовательского технологического института Министерства оборонной промышленности СССР.
За создание и внедрение в машиностроение комплекса новых методов и автоматизированного оборудования для точного холодного формообразования давлением валов и осей был в составе коллектива удостоен Государственной премии СССР в области науки и техники 1984 года.
Жил в Санкт-Петербурге.